# 裁くのは俺だ (スピレイン)
『裁くのは俺だ』（さばくのはおれだ、原題：I, the Jury）は、ミッキー・スピレインの長編ハードボイルド小説。スピレインの代表作であり、私立探偵マイク・ハマーを主人公とするシリーズの第1作である。1947年に出版された。
スピレインは本作からハードボイルド小説で活躍するようになり、作品は軒並みベストセラーとなったが、文壇からは冷たい目で見られることとなる。
日本語版は、中田耕治の訳で早川書房から刊行されている（単行本：1953年、ハヤカワ文庫版：1976年）。

## 映画
1953年と1982年に映画化された。

### 1953年版
- 原題：I, the Jury
- 監督：ハリー・エセックス
- 主演：ビフ・エリオット
- 上映時間：87分（休憩を除く）

### 1982年版
- 原題：I, the Jury。日本では『探偵マイク・ハマー 俺が掟だ!』のタイトルで公開された。